# Centre pour l'étude des nouvelles religions
Le Centre pour l'étude des nouvelles religions (Cesnur - Center for studies on new religions) est une association internationale d'étude des « nouveaux mouvements religieux », parfois considérée comme un lobby favorable aux mouvements sectaires.
Il a été fondé en 1988 par le sociologue Massimo Introvigne, proche des mouvements traditionalistes catholiques, un historien affilié à la Nouvelle droite, Jean-François Mayer, l'historien et pasteur méthodiste John Gordon Melton, et la sociologue Eileen Barker. Le Cesnur considère que la lutte contre les sectes est dangereuse pour la liberté religieuse, ce qui lui vaut différentes controverses, notamment parmi les associations de lutte contre les sectes.
Il a ainsi été décrit comme "le groupe de lobbying et d'information le plus en vue pour les religions controversées". Les universitaires du Centre ont défendu des groupes aussi divers que la secte Moon, l'Église de Scientologie, l'Ordre du Temple Solaire, et Soka Gakkai.
Le centre a son siège à Turin et compte parmi ses membres plusieurs spécialistes de la sociologie et de l'histoire des religions. Son président est Luigi Berzano, prêtre catholique et professeur de sociologie à l'Université de Turin, et son directeur est Massimo Introvigne, politicien et sociologue, proche de l'Opus Dei.

## Activités
L'association a publié une centaine d'ouvrages dont les deux éditions de l'Enciclopedia delle religioni in Italia (2001, 2006) considérée par des quotidiens et hebdomadaires italiens (et par la presse spécialisée) comme l'ouvrage de référence en matière de religions en Italie[réf. nécessaire].
Dans les colloques les plus récents du CESNUR, il y a moins de communications sur les nouveaux mouvements religieux et une attention plus concentrée sur le pluralisme religieux en général, les relations entre immigration, mondialisation et religion, et les fondamentalismes. En 2006, le CESNUR a lancé un projet pour l'étude de l'immigration chinoise en Italie, auquel participent plusieurs professeurs et chercheurs de l'Université de Turin.[réf. nécessaire] Il a aussi lancé, avec le soutien d'une banque italienne, une encyclopédie en ligne des religions en Italie, mise à jour de façon régulière. Le CESNUR publie notamment en ligne la revue The Journal of CESNUR, et le quotidien sur la religion et les droits humains en Chine Bitter Winter.
Parmi les universitaires qui lui sont proches, on compte Bernadette Rigal-Cellard, professeure émérite en Études nord-américaines et Sciences des religions et sociétés (Université Bordeaux Montaigne) ; Ican Camacho, chercheur indépendant et membre de l'association conservatrice et pro-Trump Look Ahead America, qui s'est illustrée lors du rassemblement au Capitol le 6 janvier 2021 ; ou encore Rosita Šorytė, spécialiste des Témoins de Jéhovah et épouse de Massimo Introvigne.

## Critiques du Cesnur
Les vues du CESNUR en matière de nouveaux mouvements religieux sont critiquées par les associations de lutte contre les sectes, lutte que le CESNUR considère comme dangereuse pour la liberté religieuse. Le CESNUR a pu être décrit comme « le plus éminent groupe d'information et de lobbying pour les religions controversées ».
Selon un article de 2001 du journal L'Humanité, le Cesnur serait lié aux néo-fascistes italiens et à Tradition Famille Propriété, la secte brésilienne des grands propriétaires. Le journal Charlie Hebdo affirme quant à lui que Massimo Introvigne, fondateur du Cesnur, est directeur d'Alleanza Cattolica, la filiale italienne de Tradition Famille Propriété, et que le Cesnur est un paravent scientifique servant à relayer ses thèses auprès des médias complaisants, sa spécialité étant d'attaquer les associations de défense contre les sectes et de s'opposer à toute initiative hostile de l'État. Ces accusations viennent du site Internet italien Kelebekler, lancé en 1998 par Miguel Martinez, ancien dirigeant de Nouvelle Acropole en Italie et aujourd'hui proche de l'organisation gauchiste Campo Antiimperialista.
En Italie, les diverses éditions de l’Encyclopédie des Religions en Italie publiées par le CESNUR ont fait l’objet de comptes-rendus favorables par la presse, toute orientation politique confondue[réf. nécessaire]. Massimo Introvigne est par ailleurs connu en Italie comme membre et cofondateur de l’Union des démocrates chrétiens et du centre (UDC), parti de centre d’inspiration catholique qui a bien été l’allié de la droite dans les gouvernements de 1994 et 2001, mais qui se défend d'être fasciste, et Alleanza Cattolica n’est pas considérée comme une secte, même si elle est souvent critiquée à cause de ses positions conservatrices en matière d’avortement, d'homosexualité, etc.
De manière générale, le CESNUR est considéré comme un mouvement d'influence et un paravent par les spécialistes des sectes, qui soulignent qu'il dispose à Bruxelles du relais d'un lobby actif depuis 2011, Human Rights Without Frontiers International.

## Le Cesnur et la secte Aum
À la suite de l'attaque au gaz sarin dans le métro de Tokyo en 1995, J. Gordon Melton, membre du conseil d'administration du CESNUR, et James R. Lewis, conférencier occasionnel du CESNUR, se rendent au Japon aux frais de la secte Aum Shinrikyo. Lors de conférences de presse, ils déclarent que le groupe n'a pas la capacité de produire du sarin, et qu'il sert de bouc émissaire.
La secte Aum sera reconnue coupable de deux attentats au gaz sarin, à Matsumoto (8 morts, 200 blessés) et Tokyo (13 morts, 6300 blessés).